# The Blood that Moves the Body '92
«The Blood That Moves The Body '92» es un sencillo remezclado por Alan Tarney de la versión de 1988 del álbum Stay On These Roads (1988), The Blood That Moves The Body.

## Video
- Dirección: Andy Morahan
- Video hecho para relanzar la canción en Alemania como remix en 1992. El video permaneció intacto, pero la música fue cambiada por una mezcla del sencillo.

## Sencillo en vinilo de 7"
- Sencillo de Alemania de 7"

Presenta a The Blood That Moves The Body (The Gun Mix) (4:15) y The Blood That Moves The Body (Two-Time Gun Mix) (4:19).
- Sencillo de UK de 7"

Presenta a The Blood That Moves The Body (The Gun Mix) (4:15) y The Blood That Moves The Body (Two-Time Gun Mix) (4:19).

## Sencillo en vinilo de 12"
- Sencillo de Alemania de 12"

Presenta a The Blood That Moves The Body (The Gun Mix) (4:15) y The Blood That Moves The Body (Two-Time Gun Mix) (4:19) y The Blood That Moves The Body (The Second Gun Around Mix) (5:56).
- Sencillo de UK de 12"

Presenta a The Blood That Moves The Body (The Gun Mix) (4:15) y The Blood That Moves The Body (Two-Time Gun Mix) (4:19) y The Blood That Moves The Body (The Second Gun Around Mix) (5:56).
- Promoción en UK

Presenta a The Blood That Moves The Body (The Gun Mix) (4:15) y The Blood That Moves The Body (Two-Time Gun Mix) (4:19) y The Blood That Moves The Body (The Second Gun Around Mix) (5:56).

## Sencillo en CD
- Sencillo de UK y Alemania de 5"

Presenta a The Blood That Moves The Body (The Gun Mix) (4:15) y The Blood That Moves The Body (Two-Time Gun Mix) (4:19) además de The Blood That Moves The Body (The Second Gun Around Mix) (5:56).

## Sencillo en casete
- Sencillo en UK

Presenta a The Blood That Moves The Body (The Gun Mix) (4:15) y The Blood That Moves The Body (Two-Time Gun Mix) (4:19).
- Datos: Q16639365